# Marco Müller
Marco Müller (Roma, 7 de gener de 1953) és crític de cinema, productor de cinema i director artístic italià, del 2004 al 2011 fou director artístic de la Festival Internacional de Cinema de Venècia i del 2012 al 2014 de la Festa del Cinema di Roma.

## Biografia
D'origen suís, per part del pare, i d'origen brasiler, grec i egipci, per part de la mare, va començar la seva formació a principis dels anys setanta, estudiant Orientalística i antropologia a la universitat, amb una especialització posterior i doctorat estatal a Xina. Finalitzats els estudis va iniciar la seva activitat com a investigador i docent, a través de seminaris, cursos universitaris i publicacions sobre etnologia i etnomusicologia
Des de principis dels 80 va començar a treballar al cinema, primer com a crític de cinema, amb articles a revistes sectorials a Itàlia, França i Suïssa, després com a autor i guionista de diversos documentals de la Rai. Entre finals dels setanta i principis dels vuitanta va començar la seva col·laboració amb diversos festivals de cinema europeus com a comissari del programa monogràfic. El 1982 va crear Ombre elettriche amb Marie-Pierre Duhamel-Müller, primer festival de cinema a la ciutat de Torí centrat en la història del cinema xinès, del qual també va ser director. Posteriorment va esdevenir responsable de l'Exposició Internacional de Nou Cinema de Pesaro i després director artístic del festival des del 1986 fins al 1989.
Del 1980 al 1994 també va col·laborar amb el Festival Internacional de Cinema de Venècia, encarregant-se de la selecció de pel·lícules asiàtiques.
Després d'haver treballat per a altres festivals europeus, inclòs el de Rotterdam, a principis de la dècada dels noranta fins al 2000 va treballar com a director artístic del Festival Internacional de Cinema de Locarno, renovant radicalment el festival amb la introducció de retrospectives i debats al costat de les pel·lícules a competició.
Més tard es va convertir en cap de la secció de Cinema i Vídeo de Fabrica, el centre de recerca de comunicacions del Grup Benetton. Gràcies a aquesta experiència i al contacte amb cineastes emergents, Müller va iniciar la seva nova activitat com a productor cinematogràfic, produint curtmetratges i llargmetratges per a diferents directors internacionals. Entre pel·lícules produïdes per ell són Güneşe Yolculuk de Yesim Ustaoglu, Molokh d'Aleksandr Sokúrov i Ničija zemlja de Danis Tanović, aquest darrer guanyador dels Oscar 2002 per l'millor pel·lícula estrangera. Per a Zhang Yuan va produir 过年回家(Guo nian hui jia ) i 看上去很美 (Kan shang qu hen mei).
Al llarg dels anys dirigeix algunes productores entre Itàlia i Suïssa, fa cursos d'Història de l'Art a l'Acadèmia d'Arquitectura de la Universitat de Suïssa Italiana i obté una càtedra a la Universitat de Ciències Aplicades de la Suïssa italiana, on imparteix història del cinema.
El 2004 va ser nomenat cap del Sector de Cinema de la Fundació La Biennale di Venezia i director artístic del Festival Internacional de Cinema de Venècia. A finals de 2011, un cop acabat el seu mandat, amb una trajectòria de vuit anys consecutius com a director artístic del festival venecià, Müller ja no va ser reconfirmat en el seu càrrec i va ser substituït pel crític de cinema Alberto Barbera.
El març de 2012 va ser nomenat nou director artístic de la Festa del Cinema di Roma, càrrec que va ocupar durant tres anys, fins al 2015.

## Filmografia

### Productor
- Güneşe Yolculuk, dirigida per Yesim Ustaoglu (1999)
- Molokh, dirigida per Aleksandr Sokúrov (1999)
- Guo nian hui jia, dirigida per Zhang Yuan (1999)
- Lavagne, dirigida per Samira Makhmalbaf (2000)
- Ničija zemlja, dirigida per Danis Tanović (2001)
- Bicho de Sete Cabeças, dirigida per Laís Bodanzky (2001)
- Raye makhfi, dirigida per Babak Payami (2001)
- Fararishtay Kifti Rost, dirigida per Jamshed Usmonov (2002)
- Çamur, dirigida per Derviş Zaim (2003)
- Sud pralad, dirigida per Apichatpong Weerasethakul (2004)
- El Sol, dirigida per Aleksandr Sokúrov (2005)
- Face Addict, dirigida per Edo Bertoglio (2005)
- Grido, dirigida per Pippo Delbono (2006)